# 逗子なぎさホテル
逗子なぎさホテル（ずしなぎさホテル）は、1926年から1988年にかけて神奈川県逗子市にあったリゾート施設。オープン時は「逗子ホテル」という名称だったが、昭和10年代頃に改名した。

## 概要
1926年7月に建設される。創業者は岩下家一。皇族の御宿から始まり、戦争・終戦・米軍接収などを経ながらも多くの文化人や観光客に愛されるホテルとなった。1988年1月15日に営業を停止、1989年に解体された。跡地は現在すかいらーくが展開しているチェーン店夢庵逗子店になっている。
1955年に石原慎太郎が小説として発表し、1956年に映画化された「太陽の季節」の舞台となり、太陽族とよばれた若者達が多くホテルに訪れた。
伊集院静は作家デビュー前の1978年から7年あまりを本ホテルで暮らしており、そのことを綴った自伝的エッセイ「なぎさホテル」を2011年に発表している。
桑田佳祐は2022年に本ホテルから着想を経た「なぎさホテル」という楽曲を書き下ろし、ベストアルバム『いつも何処かで』に収録している。